# Distichophyllum eremitae
Distichophyllum eremitae là một loài Rêu trong họ Hookeriaceae. Loài này được (A. Jaeger) Paris mô tả khoa học đầu tiên năm 1896.